# Franz Mandl
Franz Mandl (Viena, 4 de agosto de 1916 - 4 de fevereiro de 1988) foi um futebolista austríaco, medalhista olímpico.

## Carreira
Franz Mandl fez parte do elenco medalha de prata, nos Jogos Olímpicos de 1936.

## Ligações Externas
- Perfil em Databaseolympics